# Yosuke Kashiwagi
Yosuke Kashiwagi (柏木 陽介, Kashiwagi Yosuke) est un footballeur japonais né le 15 décembre 1987 à Kobe dans la préfecture de Hyōgo au Japon.

## Palmarès
- Vainqueur de la Ligue des champions de l'AFC 2017